# Грау Сан-Мартин, Рамон
Рамо́н Гра́у Сан-Марти́н (исп. Ramón Grau San Martín; 13 сентября 1887, Пинар-дель-Рио — 28 июля 1969, Гавана) — государственный и политический деятель Кубы, президент Республики Куба в 1933 — 1934 и 1944 — 1948 годах.

## Биография
Родился в семье коммерсанта. По образованию — физиолог, окончил медицинский факультет Гаванского университета. С 1921 года — профессор физиологии Гаванского университета.
С 1927 года участвовал в борьбе оппозиции против диктатуры Мачадо. С сентября 1933 по январь 1934 года сперва входил в «Пентархию» и возглавлял временное революционное правительство Кубы, пытался проводить реформы правительства «100 дней». В том же 1934 году основал Кубинскую революционную партию («Аутентико»).
В 1944—48 годах — президент республики. В начале своего правления провёл в стране целый ряд прогрессивных реформ, после окончания Второй мировой войны стал проводить в политике более консервативную линию. В 1952—1958 годы возглавлял правое крыло Кубинской революционной партии и находился в оппозиции к правительству Батисты, однако активной борьбы против него не вёл. С 1959 года отошёл от политической деятельности, признал победу кубинской революции, репрессиям не подвергался.
Грау Сан-Мартин в 1936 году опубликовал историко-политологическое сочинение «Кубинская революция перед лицом Америки». Являлся также автором нескольких работ по физиологии.